# الگارینجو
الگارینجو (به اسپانیایی: Algarinejo) یک شهرستان در اسپانیا است.